# جون كولينز (موسيقي)
جون كولينز هو موسيقي ومنتج أسطوانات وملحن كندي، ولد في 1968.

## وصلات خارجية
- جون كولينز على موقع IMDb (الإنجليزية)
- جون كولينز على موقع ميوزك برينز (الإنجليزية)
- جون كولينز على موقع ديسكوغز (الإنجليزية)